# Hidrogenossomo
O hidrogenossomo é uma organela que vem sendo alvo de muitos estudos na atualidade. Foi descoberto há aproximadamente duas décadas em células que não apresentavam mitocôndrias. No início, achava-se que eram peroxissomos, porém foi descoberto que essa organela era capaz de produzir gás hidrogênio - característica estranha em células eucarióticas -, que acabou dando nome à organela.
Os hidrogenossomos são bolsas esféricas delimitadas por duas membranas lipoproteicas encontradas em protozoários que vivem em ambientes pobres em oxigênio. Possuem uma vesícula periférica que serve para armazenar cálcio, além disso os hidrogenossomosos degradam ácido pirúvico ou ácido málico produzindo gás hidrogênio, gás carbônico, ácido acético e energia para a produção de ATP. Essas organelas multiplicam-se por divisão, sendo que algumas possuem DNA.

## Origem
Acredita-se que os hidrogenossomos tenham evoluído de mitocôndrias como uma adaptação a ambientes anaeróbios ou talvez tenham se originado por endossimbiose.